# یک خوشگل و هزار مشکل
یک خوشگل و هزار مشکل فیلمی به کارگردانی محمدعلی زرندی و نویسندگی پرویز نوری محصول سال ۱۳۵۰ است.
مدیر تولید این فیلم نیز ، مصطفی مظاهری  از هنرمندان خوش ذوق و بنام اصفهانی بود.

## خلاصه داستان
عاقله مردی کارش این است که جوان‌های با اصل و نسب اما بدون تمکن مالی را پیدا کرده و پس از آن که آن‌ها را به وسیلهٔ استادان فنهای مختلف تعلیم می‌دهد وارد خانواده‌های متمکن و صاحب دختر کرده و پس از آن که امکان ازدواجشان فراهم شد از این طریق پولی به جیب می‌زند…

## بازیگران
- محمدعلی فردین
- پوری بنایی
- آرمان
- علی میری
- حسن خیاط باشی
- علی تابش
- هوشنگ بهشتی
- حمیده خیرآبادی
- رضا عبدی